# Trojadyn
Trojadyn – przysiółek wsi Giebułtów w Polsce położona w województwie małopolskim, w powiecie krakowskim, w gminie Wielka Wieś. Dawniej osobna wieś.
W latach 1975–1998 przysiółek należał administracyjnie do województwa krakowskiego.
Trojadyn położony jest w odległości ok. 1 km na południowy zachód od Giebułtowa i 1 km na północny zachód od Krakowa. 
Części przysiółka: Łąki Trojadyńskie, Morgi Trojadyńskie, Szydło